# Stare Podole
Stare Podole – wieś sołecka w Polsce położona w województwie mazowieckim, w powiecie garwolińskim, w gminie Wilga.
| SIMC    | Nazwa         | Rodzaj    |
| ------- | ------------- | --------- |
| 0694110 | Kępa Podolska | część wsi |
| 0694126 | Tatarczysko   | część wsi |
| 0694132 | Ukraina       | część wsi |

W latach 1975–1998 miejscowość administracyjnie należała do województwa siedleckiego.
Wierni Kościoła rzymskokatolickiego należą do parafii Wniebowzięcia Najświętszej Maryi Panny w Wildze.